# Strašecký potok
Strašecký potok je vodní tok v povodí Berounky, který odvodňuje nevelké území na pomezí okresů Rakovník a Kladno.

## Průběh toku
Vytéká z Fortenského rybníka v Novém Strašecí. Východně od města, směrem ke Stochovu, vytváří otevřené údolí, uprostřed něhož protéká rybníkem Konopas. Dále podchází dálnici D6 a přibližně 1¾ km severně od Stochova se mezi Čelechovicemi a Kačicí zprava vlévá do potoka Loděnice, který jeho vody odnáší dál do Berounky.

### Větší přítoky
Potok nemá žádné významnější jmenované přítoky.